# Sulvik
Sulvik is een plaats in de gemeente Arvika in het landschap Värmland en de provincie Värmlands län in Zweden. De plaats heeft 310 inwoners (2005) en een oppervlakte van 81 hectare.

## Verkeer en vervoer
Bij de plaats loopt de Länsväg 172.